# Snogebæk
Snogebæk er en lille by og fiskerleje på det sydøstlige Bornholm, beliggende i Poulsker Sogn syd for Nexø mellem Dueodde og Balka. Byen har 682 indbyggere  (2025). Snogebæk er bl.a. kendt for sin årlige Havnefest .

## Byens historie
Fiskerlejet Snogebæk omtales første gang i 1555, men menes at have været beboet tilbage i middelalderen. Oprindeligt har der kun eksisteret en ret spredt bebyggelse, hovedsageligt i form af små avlsbrug, og beboerne har levet af landbrug og fiskeri. Det første egentlige havneanlæg blev etableret af fiskerne i 1869 og blev bygget helt inde ved kysten, men havnen sandede hurtigt til. I 1889 byggedes en ny ø-havn med en ca. 100 m lang gangbroforbindelse. Havnen er i nyere tid suppleret med jollehavn og dækmole.
En større byvækst oplevede Snogebæk først i det 19. århundrede, hvor nye huse skød op mellem de ellers spredte smågårde. Mod nord mod Balka og mod syd ved Bro begyndte nye sommerhusområder at skyde op fra 1920'erne. Også i nyere tid er såvel byen som sommerhusområderne vokset en del. Samtidig er en hel del turistorienterede forretninger dukket op i havneområdet og langs Hovedgaden. Snogebæk er de seneste årtier udbygget med flere nye parcelhusområder mod vest, så Snogebæk by i dag har knap 800 indbyggere.
Nord for Snogebæk ligger et mindre byområde ved Balka Strand (Balka), der først er omtalt i det 18. århundrede. Oprindeligt var der blot nogle få husmandssteder, der var placeret ved en vig i det ufrugtbare Balka Mark mellem Nexø og Snogebæk. Beboerne benyttede den lille vig som udgangspunkt for fiskeri. I 1915 byggede de lokale jolleejere et simpelt havneanlæg i form af en stenforkastning, der gennem 70'erne og 80'erne blev udvidet til tre bassiner, der i dag kun benyttes til fritidsformål. Balka er vokset i nyere tid med parcelhuse anlagt omkring byområdets hovedstrøg, ofte iblandet sommerhusbebyggelse.
Balka og Snogebæk lå i hvert sit sogn (Bodilsker og Povlsker), men bydelen ved Balka opfattes ofte som tilknyttet Snogebæk, da de to områder er fysisk sammenvoksede gennem udbygningen af det store sommerhusområde ved Balka.
Snogebæk og Balka er anlagt på strandvolde aflejret på sandsten. Det ufrugtbare kystlandskab ved Balka og Bro er i dag blandt øens mest attraktive strandområder. Bag sommerhusområdet mellem Balka og Snogebæk ligger et stort vådområde, Hundsemyre, der er fredet og indeholder et rigt fugleliv. Foruden Hundsemyre og enkelte boliger præges det lave bagland bag sommerhusområdet af skovbevoksning og smålandbrug. Syd for Snogebæk findes flere gamle gårde og tilhørende landbrugsarealer.
Snogebæk indeholder en del ældre bygninger som er registreret som bevaringsværdige. De ældre bydele omfattes af bevarende lokalplan. Nord og syd for Snogebæk er der sommerhusområder. De gamle sommerhusområder, specielt området ved Bro, fremhæves som et særligt kulturmiljø, som repræsenterer mange bebyggelsestyper af træhuse fra 1920'erne, men som alligevel udgør en homogen bebyggelse med en særlig karakter. Traditionen med, at der ikke hegnes mellem sommerhuse i de lokale sommerhusområder, medvirker til, at skoven og ikke bebyggelsen dominerer området. Området er omfattet af lokalplan, der bl.a. sikrer, at området bevarer sin karakter, f.eks. uden hegning. Ved Balka er miljøet omkring havnen og stranden af særlig værdi.

## Moderne tider
Snogebæk har fortsat et aktivt fiskeri, men udviklingen har gjort, at byen i høj grad lever af turismen. Den 17. juni 2013 modtog Bornholms Regionskommune tilsagn fra Ministeriet for by, bolig og landdistrikter om reservation af investeringsramme til områdefornyelsesprojekt Snogebæk områdefornyelse Arkiveret 20. september 2020 hos  Wayback Machine i Snogebæk i tæt samarbejde med borgere og foreninger.Det private foreningsliv er stærkt i Snogebæk. Der findes Snogebæk Borgerforening der driver folkets hus et multikulturhus med en lang række foreningsaktiviteter, Snogebæk Havn ., en idrætsforening, Poulsker Idrætsforening  og Snogebæk Handelsstandsforening .